# Masami Kurumada
Masami Kurumada (jap. 車田 正美, Kurumada Masami; * 6. Dezember 1953 in Tsukishima, Chūō, Tokio, Japan) ist ein japanischer Manga-Zeichner.

## Biografie
Die Comics von Hiroshi Motomiya bewogen ihn dazu, selbst Manga-Zeichner zu werden. Im dritten Jahr an der Oberschule nahm er am Wettbewerb des Manga-Magazins Shōnen Jump um den Young Jump Shō teil, gewann diesen allerdings nicht. Nach Abschluss der Oberschule, Anfang der 1970er Jahre, arbeitete er als Assistent für den Comiczeichner Kō Inoue, der zu dieser Zeit gemeinsam mit dem Szenaristen Ikki Kajiwara für Shōnen Jump an der Manga-Serie Samurai Giants arbeitete.
Sein erstes Werk als professioneller Zeichner veröffentlichte Kurumada 1974 mit Sukeban Arashi. Sein Debütwerk war dabei auch gleichzeitig seine erste Manga-Serie. Sie erschien für fünf Wochen im Shōnen Jump, das damals eine Auflage von circa 1,6 Millionen hatte, und wurde 1975 für einige Monate fortgesetzt. Der Durchbruch kam allerdings erst mit der Manga-Serie Ring ni Kakero, an dem er von 1977 bis 1983 wöchentlich für Shōnen Jump arbeitete. Der Shūeisha-Verlag brachte Ring ni Kakero auch in 25 Sammelbänden heraus, die sich in Japan ungefähr dreizehn Millionen Mal verkauften. Der ungefähr 4.500 Seiten umfassende Shōnen-Manga spielt in der Welt von Boxern. Während Kurumada zunächst eine konventionelle Handlung beschrieb, stellt er die Kämpfe der Boxer nach einiger Zeit als übernatürlich und mit mystischen Hintergründen dar.
Nach den beiden kürzeren Serien Fuma no Kojirō und Otokozaka erschien von 1986 bis 1990 zur selben Zeit wie etwa Akira Toriyamas Dragonball der Manga Saint Seiya im Shōnen Jump. In erneut über 4.500 Seiten in 28 Sammelbänden, die sich in Japan über 28 Millionen Mal verkauften, schildert Kurumada den Kampf der Protagonisten, die Inkarnationen von römischen und griechischen Göttern, Fabeltieren und Sternbildern sind, gegen das Böse. Saint Seiya wurde bereits von 1986 bis 1989 als 114 Episoden umfassende Anime-Fernsehserie verfilmt, während man eine Verfilmung von Ring ni Kakero als Anime erst 2004 realisierte.
1994 ging Kurumada von Shūeisha weg und arbeitete fortan für die Verlage Kadokawa Shoten und Square Enix. Von 1994 bis 2000 zeichnete er für das Shōnen Ace-Magazin die Science-Fiction-Serie B’t X, die 1996 auch als Anime-Serie umgesetzt wurde und aus 2.700 Seiten in sechzehn Sammelbänden besteht. 2000 kehrte der Zeichner zu Shūeisha zurück und arbeitet seitdem an einer Fortsetzung des Ring ni Kakero-Mangas für das Manga-Magazin Super Jump, das sich an eine ältere Leserschaft als Shōnen Jump richtet. Eine andere Comiczeichnerin Megumu Okada, schuf von 2002 bis 2006 unter dem Titel Saint Seiya: Episode G eine Neufassung von Saint Seiya.
Tōkichi Ishiyama und Jun Tomizawa arbeiteten als Assistenten bei ihm. Sein Werk wurde in zahlreiche Sprachen übersetzt. Auf Deutsch sind nur die ersten zehn Bände von B'tX erhältlich.

## Werke (Auswahl)
- Sukeban Arashi (スケ番あらし), 1974–1975
- Ring ni Kakero (リングにかけろ), 1977–1983
- Fuma no Kojirō (風魔の小次郎), 1982–1983
- Otokozaka (男坂), 1984–1985
- Saint Seiya (聖闘士星矢, Seinto Seiya), 1986–1990
- Silent Night Shō (SILENT KNIGHT翔), 1992
- B’t X, 1994–2000
- Evil Crusher Maya (EVIL CRUSHER 魔矢), 1998
- Ring ni Kakero 2 (リングにかけろ2), 2000–2007
- Saint Seiya: Meiō Shinwa (聖闘士星矢 冥王神話), seit 2006